# حديث مرسل
الحديث المرسل هو الحديث الذي سقط من سنده الراوي الواسطة بين التابعي والنبي ﷺ، بعبارة أخرى هو الحديث الذي رواه التابعي عن النبي ﷺ مباشرة دون أن يذكر الراوي الواسطة بينهما، سواء كان هذا التابعي كبيرا أو صغيرا، وعادة ما يُذكر مرسل الصحابي في ذات السياق، وهو ما أخبر به الصحابي عن قول أو فعل للنبي ﷺ لم يسمعه أو يشاهده الصحابي من النبي ﷺ مباشرة، إما لصغر سنه أو تأخر إسلامه أو غيابه، مثل أحاديث صغار الصحابة كعبد الله ابن عباس.

## أمثال الحديث المرسل
الشكل العام لسند الحديث المرسل كما يلي:
- مثله:

وسعيد بن المسيب من كبار التابعين، وروى هذا الحديث عن النبي ﷺ دون أن يذكر الواسطة بينه وبين النبي ﷺ، فصار الحديث مرسلا، ويكون على الشكل التالي:
- مثله:

ومجاهد من التابعين، وروى هذا الحديث عن النبي ﷺ دون أن يذكر الواسطة بينه وبين النبي ﷺ، فصار الحديث مرسلا. ويكون على الشكل التالي:

## حكم الحديث المرسل
الحديث المرسل من أنواع الحديث الضعيف، لفقده شرطا من شروط قبول الحديث وهو شرط اتصال السند، لكن العلماء اختلفوا في حكم الاحتجاج بالحديث المرسل لأن الانقطاع هنا يختلف عن أي انقطاع آخر، فالراوي الساقط من السند غالبا ما يكون صحابيا، والصحابة كلهم عدول، لا يضر عدم معرفتهم، وأقوال العلماء في الحديث المرسل هي:
- مردود ضعيف هو المذهب الذي استقر عليه آراء جماهير حفاظ الحديث ونقاد الأثر، وحكى ابن عبد البر ذلك عن جماعة أصحاب الحديث،[2] ونُقل عن مسلم أن «المرسل في أصل قولنا وقول أهل العلم بالأخبار ليس بحجة».[6]
- مقبول صحيح يُحتج به وهو رأي الأئمة الثلاثة أبي حنيفة، ومالك، وأحمد في المشهور عنه، وطائفة من العلماء، بشرط أن يكون المرسل ثقة، ولا يرسل إلا عن ثقة.[2]
- مقبول بشروط وهو رأي الشافعي وبعض أهل العلم.

### حكم مرسل الصحابي
القول الصحيح المشهور الذي قطع به الجمهور أنه صحيح يُحتج به، وأنه في حكم الموصول المسند، لأنه مروي عن صحابي، والجهالة بالصحابي غير قادحة، لأن الصحابة كلهم عدول، وقيل إن مرسل الصحابي كمرسل غيره في الحكم، وهذا قول ضعيف مردود.

## أشهر المصنفات فيه
من أشهر الكتب التي توثق تلك الأحاديث المرسلة:
- «المراسيل» لابن أبي حاتم.
- «المراسيل» لأبي داوود .
- «جامع التحصيل في أحكام المراسيل» العلائي.